# Agrotis conifrons
Agrotis conifrons là một loài bướm đêm trong họ Noctuidae.